# Barentsia ramosa
Barentsia ramosa är en bägardjursart som först beskrevs av Robertson 1900.  Barentsia ramosa ingår i släktet Barentsia och familjen Barentsiidae. Inga underarter finns listade i Catalogue of Life.